# Ramon Sanç i de Barutell
Ramon Sanç i de Barutell   (Alella, 1762 - 6 de novembre de 1810) fou un aristòcrata i militar de marina català, germà de l'erudit Joan Sanç i de Barutell i besnet de Francesc Sanç i de Miquel.

## Biografia
Fou cavaller de l'Orde de Sant Joan de Jerusalem i el 1787 ingressà com alferes de fragata a l'Armada espanyola. Fou destinat a Cartagena, d'on va embarcar sota les ordres de l'almirall Juan de Lángara per a lluitar en la campanya marítima del Rosselló en la Guerra Gran. Fou nomenat regidor perpetu de Barcelona i el 1804 membre de l'Acadèmia de Bones Lletres de Barcelona.
El 9 de febrer de 1810 fou elegit diputat a les Corts de Cadis al convent de Sant Ramon de Portell (Cervera). D'ideari conservador, l'octubre de 1810 passà a formar part de la Comissió de Guerra, es mostrà partidari que les sessions de les Corts fossin públiques i contrari a la llibertat d'impremta. Va morir el 6 de novembre i no arribà a participar en les discussions per a la redacció de la futura constitució. Fou substituït per Ignasi de Gayolà i Serra.